# 小野義夫
小野 義夫（おの よしお、1880年（明治13年）10月2日 - 1956年（昭和31年）10月13日）は、大正から昭和期の実業家、政治家。参議院議員。位階は正五位。

## 経歴
大分県大分郡、のちの南庄内村（庄内村、庄内町を経て現由布市）で、小野同雲の二男として生まれる。大分県立大分中学校（現大分県立大分上野丘高等学校）を経て、1905年（明治38年）早稲田大学法科を卒業した。
神奈川県の依頼で満州の利源調査委員に就任し、絹、綿の調査を実施し、そのことがきっかけで1907年（明治40年）古河鉱業（現古河機械金属）に入社し、本社課長を務めた。ラサ島燐礦株式会社（現ラサ工業）の債務整理で実績を上げ、同社常務取締役、古河鉱業重役、関西硫酸監査役などを務めた。第一次世界大戦中に古河鉱業から3年間、ロシア帝国、サンクトペテルブルクに派遣され、日本商社の活動の統一を主張して円滑な商取引の実現に貢献した。
その他、ラサ工業取締役会長、田川炭礦取締役会長、東洋鉱山取締役社長、日本鑿泉採鉱取締役社長、昭和木材工業取締役社長、茶路炭礦取締役社長、肥料協会会長、東京商工会議所理事、日本鉱業協会理事、日本経営者連盟理事、日本関税協会理事、経済団体連合会（現日本経済団体連合会）評議員、燐酸肥料協会顧問、全国肥料商業組合連合会顧問なども務めた。
1950年（昭和25年）6月の第2回参議院議員通常選挙で全国区から無所属で出馬して初当選し、1956年（昭和31年）7月の第4回通常選挙で自由民主党公認で出馬して再選され、参議院議員に連続2期在任した。この間、自由党総務、 参議院法務委員長、裁判官弾劾裁判所裁判官、参議院自由党副会長などを務めた。1956年10月、議員在任中に胃病のため死去した。死没日をもって勲三等瑞宝章追贈、正五位に叙される。墓所は多磨霊園。

## 著作
- 『時局産業経済打開策』ダイヤモンド社、1941年。
- 『破壊活動防止法と国会の審議』啓文閣、1952年。